# Verein für die Geschichte Berlins
Der Verein für die Geschichte Berlins e. V., gegr. 1865, ist der älteste Berliner Geschichtsverein. Bei der Institutionalisierung und Professionalisierung der Berliner Geschichtsschreibung und -wahrung agierte der Verein oft als maßgeblicher Impulsgeber. Von seiner Gründungsphase bis zum Ende des Kaiserreichs liest sich seine Mitgliederliste wie das „Who’s who“ des Berliner Besitz- und Bildungsbürgertums, heute ist er ein Querschnitt der Berliner Bevölkerung. Bis heute ist der Verein mit über 700 Mitgliedern eine der größten Berliner Kulturorganisationen. Er fungiert zusätzlich als Landesverband des Bundes Heimat und Umwelt in Deutschland. Seit 2018 vergibt er einen mit 4000 Euro dotierten Wissenschaftspreis.

## Organisation und Aktivitäten

### Ziele
Laut Satzung
(§ 2) hat der Verein ein sehr weit gestecktes Ziel:

„Der Verein will in allen Kreisen der Berliner Bevölkerung die Anteilnahme an der geschichtlichen Entwicklung Berlins wecken und durch die Förderung der heimatkundlichen Forschung die Kenntnis der Berliner Geschichte erweitern und vertiefen.“

### Vorstand
Der geschäftsführende Vorstand besteht aus dem Vorsitzenden, dem ersten und dem zweiten stellvertretenden Vorsitzenden, dem Schriftführer, dem stellvertretenden Schriftführer, dem Schatzmeister und dem stellvertretenden Schatzmeister. Der Gesamtvorstand besteht aus dem geschäftsführenden Vorstand sowie bis zu neun Beisitzern. Alle Vorstandsmitglieder werden auf die Dauer von zwei Jahren von der Mitgliederversammlung gewählt.

#### Vorsitzende
Dem Vorsitzenden kommt eine tragende Rolle zu, da er den Verein „gemeinsam mit einem weiteren Mitglied des geschäftsführenden Vorstandes gerichtlich und außergerichtlich“ vertritt. Seit seiner Gründung hatte der Verein 17 Vorsitzende:

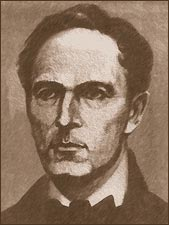
Gründungsvorsitzender und Oberbürgermeister Berlins, Karl Theodor Seydel

- 1865–1867: Karl Theodor Seydel (1812–1873), Oberbürgermeister von Berlin 1862–1872

Karl Seydel wurde 1869 zum Ehrenvorsitzenden berufen.
- 1868–1878: Louis Schneider (1805–1878), Schauspieler und Schriftsteller
- 1879–1883: Karl Sachsse (1810–1891), Oberpostdirektor
- 1884–1891: Ernst Friedel (1837–1918), Jurist, Kommunalpolitiker und Gründer des Märkischen Museums und des Geschichtsvereins Brandenburgia
- 1892–1898: Bruno Reuter (1834–1898), Geheimer Staatsarchivar
- 1899–1916: Richard Béringuier (1854–1916), Jurist, Richter und Mitinitiator der Deutschen Hugenotten-Gesellschaft
- 1916–1919: Georg Voß (1854–1932), Privatdozent an der Technischen Hochschule Berlin und Konservator der Kunstdenkmäler Thüringens
- 1919–1920: Adolf Zeller (1871–1946), Architekt und Hochschullehrer an der Technischen Hochschule Berlin
- 1921–1930: Louis Noël (1855–1933), Oberst
- 1930–1945: Hermann Kügler (1889–1955), Studienrat und Schriftsteller
- 1949–1964: Kurt Landsberg (1892–1964), Oberstudiendirektor, Hochschulprofessor, Landespolitiker und Präsident des Berliner Abgeordnetenhauses von 1957 bis 1958
- 1961–1967: Bruno Harms (1890–1967), Arzt und Hygieniker
- 1967–1978: Walter Hoffmann-Axthelm (1908–2001), Arzt und Medizinhistoriker
- 1978–1985: Gerhard Kutzsch (1914–2000), Direktor des Landesarchivs Berlin von 1965 bis 1979
- 1985–1999: Hermann Oxfort (1928–2003), Rechtsanwalt, Notar und Justizsenator und Bürgermeister von Berlin
- 1999–2005: Klaus Finkelnburg (* 1935), Rechtsanwalt, Notar und 1. Präsident des Berliner Verfassungsgerichts
- seit 2005: Manfred Uhlitz (* 1956), Kunsthistoriker und Betreiber des Ausstellungs- und Besucherzentrums Glockenturm im Olympiapark Berlin

#### Gesamtvorstand
Der aktuelle Gesamtvorstand wurde im Mai 2023 gewählt. Die Amtsperiode geht bis zur Mitgliederversammlung 2025.
| Vorsitzender   | 1. Stellv. Vorsitzender | 2. Stellv. Vorsitzender | Schriftführer    | Stellv. Schriftführer | Schatzmeister | Stellv. Schatzmeister | Beisitzer |
| -------------- | ----------------------- | ----------------------- | ---------------- | --------------------- | ------------- | --------------------- | --- |
| Manfred Uhlitz | Claudia Melisch         | Martina Weinland        | Tanja Krajzewicz | Ines Hahn             | Regina Preuß  | Michael Neubert       | Aexander Darda, Lutz Mauersberger, Tino Schuhmacher, Mathias C. Tank, Bruno Torres, Doris Tüsselmann, Dorothea Weltecke |

Frühere Vorstandsmitglieder waren u. a. Uwe Schaper, Walther G. Oschilewski, Margarete Kühn, Kurt Pomplun, Sibylle Einholz, Jürgen Wetzel und Susanne Kähler.

## Publikationen

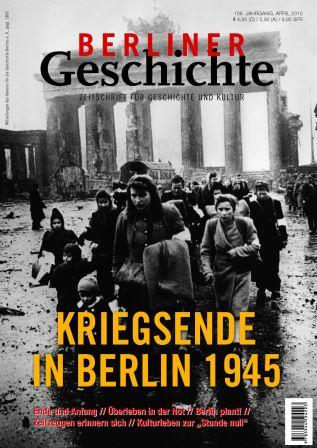
Erstausgabe im April 2015

### Lose Schriften und Grüne Reihe
In den ersten Jahren erschienen lose Schriften, die den Beginn der Berlinforschung des Vereins darstellen. Von 1865 bis 1940 publizierte der Verein zusätzlich 58 Ausgaben der Schriften des Vereins für die Geschichte Berlins (sog. Grüne Hefte), die heute als Digitalisate auf der Website der Zentral- und Landesbibliothek Berlin abrufbar sind. Nach dem Zweiten Weltkrieg wurde die Reihe unregelmäßig fortgesetzt. 2015 erschien eine ausführliche Vereinschronik als Heft 65.

### Mitteilungen
Die Mitteilungen des Vereins für die Geschichte Berlins erscheinen seit 1884, lediglich zwischen 1943 und 1964 sind sie nicht publiziert worden. Alle Ausgaben von 1884 bis 1943 wurden von der Zentral- und Landesbibliothek Berlin digitalisiert und in der Digitalen Landesbibliothek Berlin der ZLB veröffentlicht. Die Mitteilungen erscheinen viermal im Jahr und enthalten Vereinsnachrichten, Veranstaltungshinweise, Rezensionen, Würdigungen und Nachrufe der Mitglieder sowie Aufsätze zu historischen Themen.

### JahrbuchDer Bär von Berlin
Das Jahrbuch erschien erstmals 1951 als Ersatz für die Mitteilungen und ist heute das wissenschaftliche Aushängeschild des Vereins. Ab 1953 erhielt es seinen heutigen Namen Der Bär von Berlin – Jahrbuch des Vereins für die Geschichte Berlins. Die Autoren sind renommierte Fachleute aus unterschiedlichen berlinhistorischen Forschungsbereichen.

### ZeitschriftBerliner Geschichte
Seit April 2015 erscheint die populärwissenschaftliche Zeitschrift Berliner Geschichte – Zeitschrift für Geschichte und Kultur unter der Herausgeberschaft des VfdGB, wobei der Elsengold Verlag die redaktionelle Verantwortung hat. Pro Ausgabe wird ein Themenschwerpunkt in etwa 5 Aufsätzen behandelt. Die Zeitschrift erscheint quartalsweise. Von Beginn an konnten renommierte Historiker und Fachleute für die Themenhefte gewonnen werden, darunter Hans-Ulrich Thamer, Manfred Stolpe, Helmut Börsch-Supan, Clemens Alexander Wimmer, Wolfgang Ribbe, Dorothee Haffner, Laurenz Demps, Rüdiger vom Bruch, Carlo Jordan, Wolfgang Wippermann, Rainer Rother, Sibylle Einholz, Claudia Melisch und Andreas Ulrich.

### Website
Die Website wurde 1997 ins Leben gerufen und stellt mittlerweile mit fast 11.000 Seiten die größte aktive Online-Plattform zur Berliner Geschichte dar. Im kostenlosen und frei zugänglichen Forum wurden seit 2005 fast 3000 Beiträge eingestellt. Am 19. November 2014 wurde in Vorbereitung auf das 150-jährige Jubiläum ein Blog aufgebaut.

## Fidicin-Medaille

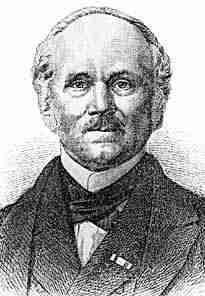
Ernst Fidicin, erster Träger und Namensgeber der Medaille

Die Fidicin-Medaille für Förderung der Vereinszwecke wird vom Verein für die Geschichte Berlins unregelmäßig seit 1872 verliehen. Mit der Auszeichnung werden „Persönlichkeiten des öffentlichen Lebens sowie Mitglieder, die sich um die Aufgaben des Vereins, insbesondere die Erforschung der Berliner Geschichte, verdient gemacht haben“, geehrt.

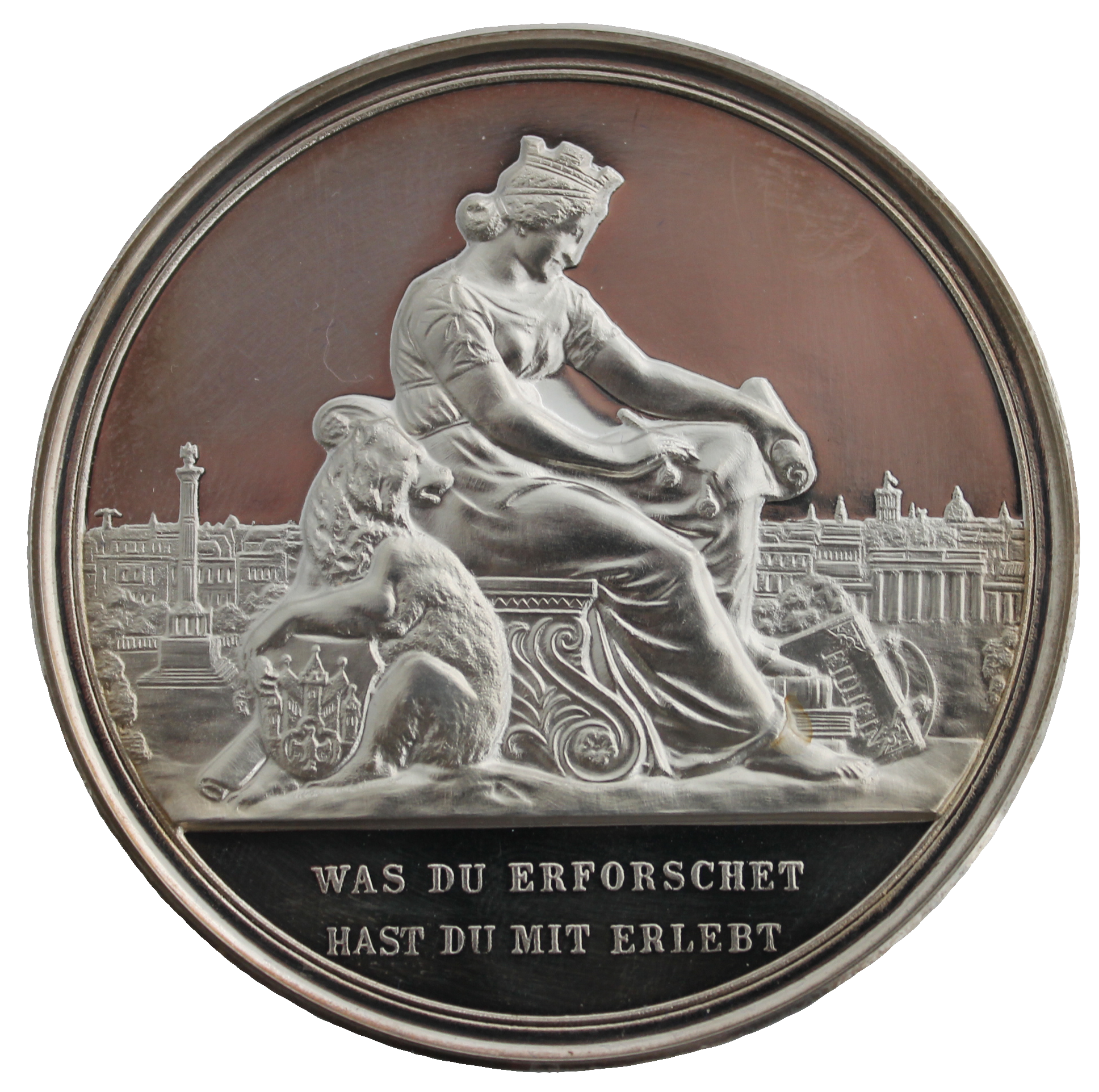
Fidicin-Medaille (Vorderseite)
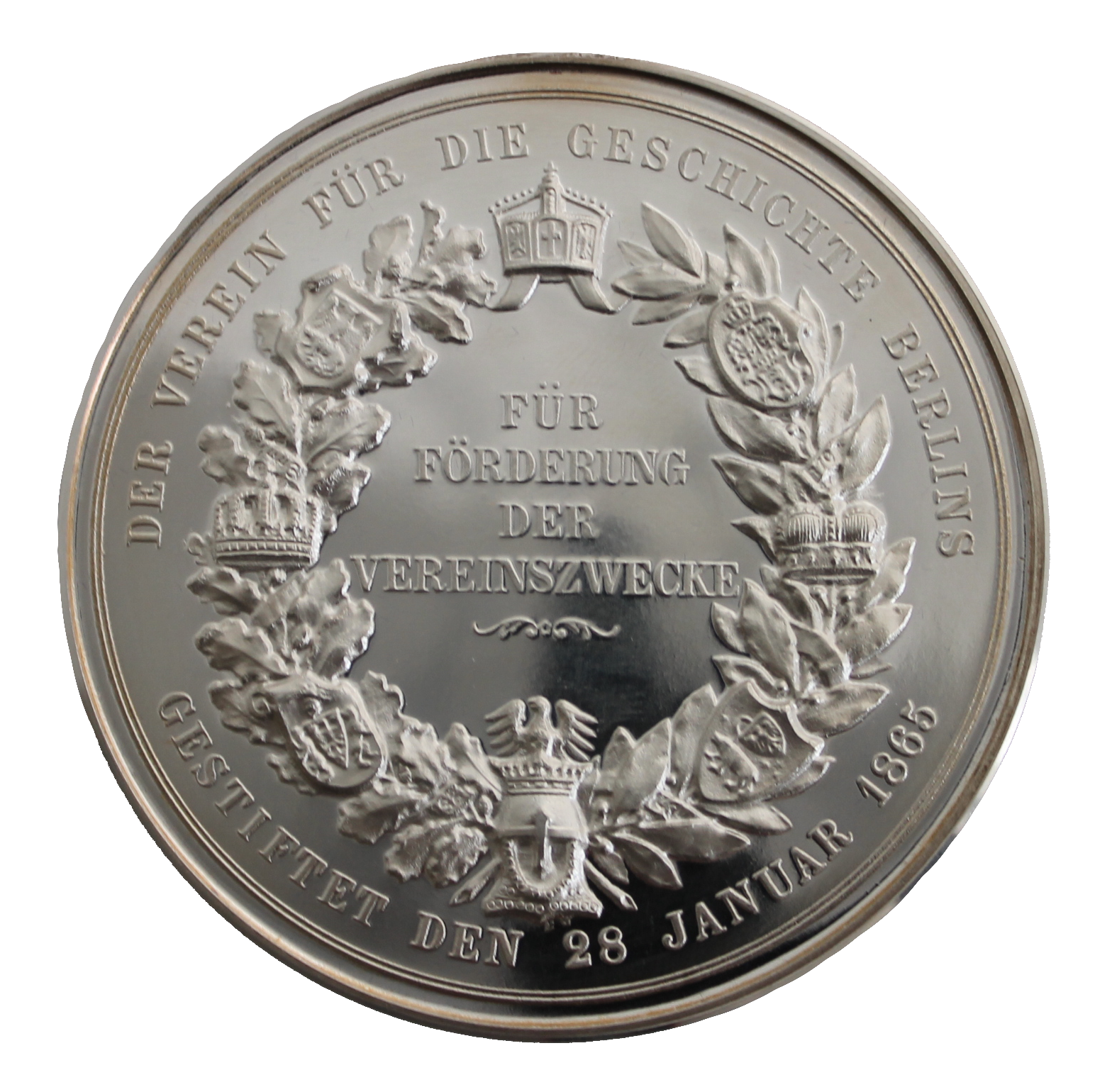
Fidicin-Medaille (Rückseite)

Träger der Fidicin-Medaille (Auszug):

- 1872: Ernst Fidicin (1802–1883), Stadtarchivar
- 1884: Ernst Friedel (1837–1918), Stadtrat und Gründer des Märkischen Museums
- 1888: F. Albert Schwartz (1836–1906), Hoffotograf
- 1890: Adolf Matthias Hildebrandt (1844–1918), Professor und Heraldiker
- 1903: Paul Clauswitz (1839–1927), Stadtarchivar
- 1912: Rud. Albert Schwartz (1864–1920), Hoffotograf
- 1937: Ernst Kaeber (1882–1961), Stadtarchivdirektor
- 1938: Walther von Zur Westen (1871–1948), Senatspräsident
- 1974: Margarete Kühn (1902–1995), Direktorin Staatliche Schlösser und Gärten
- 1985: Gerhard Kutzsch (1914–2000), Landesarchivdirektor
- 1991: Ella Barowsky (1912–2007), Bezirksbürgermeisterin von Berlin-Schöneberg
- 2000: Martin Sperlich (1919–2003), Direktor Staatliche Schlösser und Gärten
- 2004: Jürgen Wetzel (1938–2022), Landesarchivdirektor
- 2008: Helmut Börsch-Supan (* 1933), Kunsthistoriker und Museumsleiter
- 2019: Wolfgang Ribbe (1940–2021), Professor für die Geschichte von Berlin-Brandenburg

## Veranstaltungen
Der Verein für die Geschichte Berlins organisiert im Jahr über 30 Vorträge, Führungen und Veranstaltungen. Die Veranstaltungen sind im Regelfall kostenfrei und stehen auch Nichtmitgliedern zur Teilnahme offen. Monatlich werden Vorträge rund um die Berliner Geschichte im Berlin-Saal der Zentral- und Landesbibliothek gehalten. Zusätzlich organisiert der Verein (exklusive) Führungen in Berlin, oftmals in Kooperation mit anderen Organisatoren und Institutionen. Beispielsweise findet ein Industriekulturabend gemeinsam mit dem Berlin-Brandenburgischen Wirtschaftsarchiv statt. Um den Gründungstag, den 28. Januar, findet alljährlich der Neujahrsempfang im Wappensaal des Berliner Rathauses statt, die Jahreshauptversammlung tritt meistens im März zusammen.

## Bibliothek
Schon in den Gründungsjahren wurde der Plan, eine eigene Vereinsbibliothek anzulegen, in Angriff genommen. Anfangs verwahrte Ernst Fidicin, der auch zum Bibliothekar bestimmt wurde, die Bücher als Depositum im Berliner Stadtarchiv. 1871 gelangte der bis heute wertvollste Besitz, der sog. Sumarius, in den Besitz des Vereins. 1875 konnte der Verein erstmals eigene Räume im Deutschen Dom beziehen. In den folgenden Jahren erschienen in unregelmäßigen Abständen Bestandskataloge. Der Bestand wurde sukzessive stark vergrößert. 1920 wurde die Bibliothek aufgrund ihrer hohen Bedeutung für die Allgemeinheit vom Preußischen Minister für Wissenschaft, Kunst und Volksbildung unter Schutz gestellt. Während des Zweiten Weltkriegs wurden Bücher in die Stadtbibliothek verbracht, der Großteil wurde jedoch bei den Luftangriffen auf den Deutschen Dom im November 1943 und Januar 1944 vernichtet. Heute befindet sich ein Teil der Altbestände im Besitz der Zentral- und Landesbibliothek Berlin. Der Wiederaufbau einer eigenen Bibliothek konnte durch einen einmaligen Zuschuss der Deutschen Klassenlotterie 1958 in die Wege geleitet werden.

Heute befindet sich die Bibliothek in Räumen der Zentral- und Landesbibliothek. Die Bibliothek wird ehrenamtlich von Mitgliedern des Vereins betreut.

## Archiv
Zeitgleich mit dem Aufbau der Bibliothek hat der Verein Sammlungen begonnen. 1887 erhielt der Verein durch ein Vermächtnis des Mitglieds Moritz Lövinson den Arbeitsstuhl von Alexander von Humboldt. Im ausgehenden 19. Jahrhundert baute der Verein eine Sammlung historischer Waffen aus der brandenburgisch-preußischen Geschichte auf, die aufgrund ihres besonderen Bestandes sogar vom Preußischen Kriegsministerium unterstützt wurde. Um 1920 begann der Verein mit dem Aufbau einer Autographen-Sammlung, die 1933 bereits 1000 Einzelstücke beinhaltete. Im Archiv lagerten auch Briefe von Adolf Glaßbrenner und Theodor Fontane. Das Archiv ereilte das gleiche Schicksal wie die Bibliothek, 1943 wurde ein Großteil der Archivalien zerstört. Hinzu kamen Entwendungen während der Wirren des Weltkrieges. Heute befinden sich verschiedene Archivalien im Landesarchiv Berlin sowie der Zentral- und Landesbibliothek Berlin.
Seit dem 25. März 2019 werden die umfangreichen Foto-Bestände digitalisiert. Im Laufe des Jahres 2020 konnten bereits 10.000 Fotos aus dem Bereich Berlin-Mitte (Inventarnummern Mi-xxxx) gezählt werden, insgesamt wird nur für diesen Bereich mit 15.000 gerechnet. Die Nutzung der Bilder ist juristisch noch nicht final geklärt.

## Geschichte

### Gründung (1865)

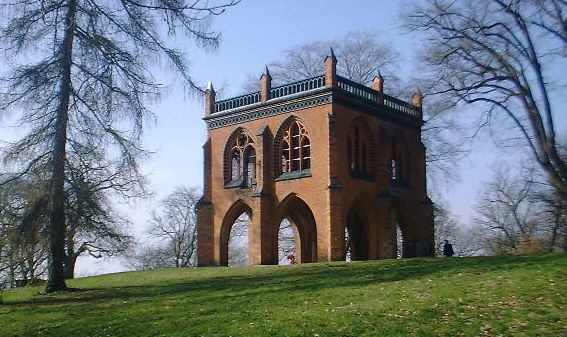
Mittelalterliche Gerichtslaube – Stein des Anstoßes zur Vereinsgründung

Berlin wuchs in der zweiten Hälfte des 19. Jahrhunderts, getrieben durch die Industrialisierung und die zunehmende Bedeutung als Hauptstadt, enorm, so dass sich die Bevölkerung von 1848 bis 1865 verdreifachte. Entsprechend dem erweiterten Platz- und Geltungsbedarf wurde sukzessive historische Bausubstanz für Neubauten abgetragen. Besonders das Vorhaben, die mittelalterliche Gerichtslaube abzureißen, stieß auf heftige Proteste. Dies nahmen der jüdische Arzt Julius Beer und der Stadtsekretär Ferdinand Meyer zum Anlass und veröffentlichten im Januar 1865 in verschiedenen Zeitungen einen Aufruf zur Gründung eines Geschichtsvereins. Am 28. Januar 1865 konstituierte sich der Verein für die Geschichte Berlins im Café Royal (Unter den Linden 33, Ecke Charlottenstraße) unter der Leitung des Oberbürgermeisters Karl Theodor Seydel, der auch zum Gründungsvorsitzenden gewählt wurde. Unter den 28 Gründungsmitgliedern waren u. a. Oberbürgermeister a. D. Heinrich Wilhelm Krausnick, Stadtarchivar Ernst Fidicin, Architektur-Professor Friedrich Adler und der Gründer der Berliner Berufsfeuerwehr Adolf Gerstenberg.

### Forschung und Expansion (1865–1914)

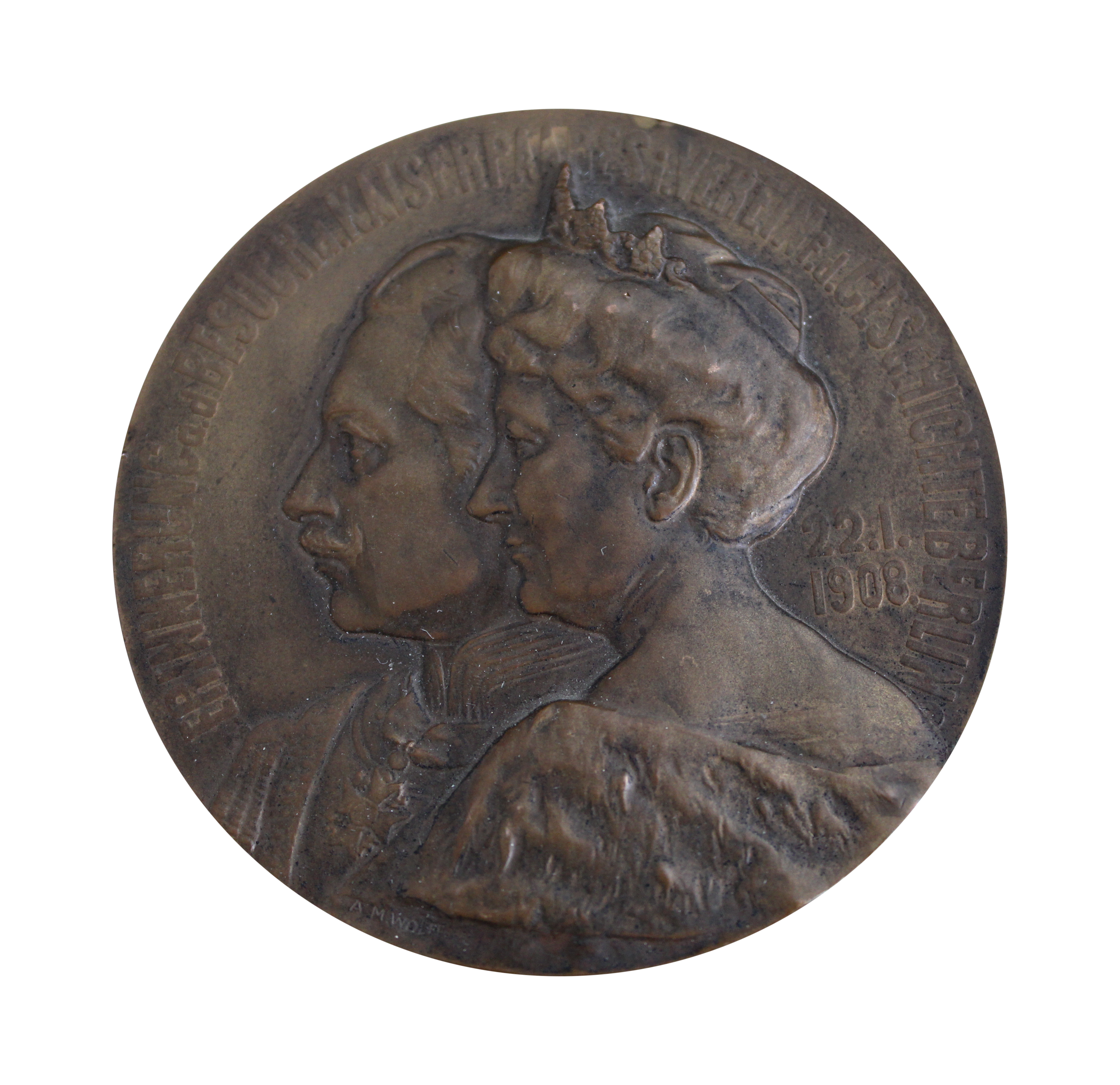
Gedenkmünze anlässlich des Kaiserbesuch 1908

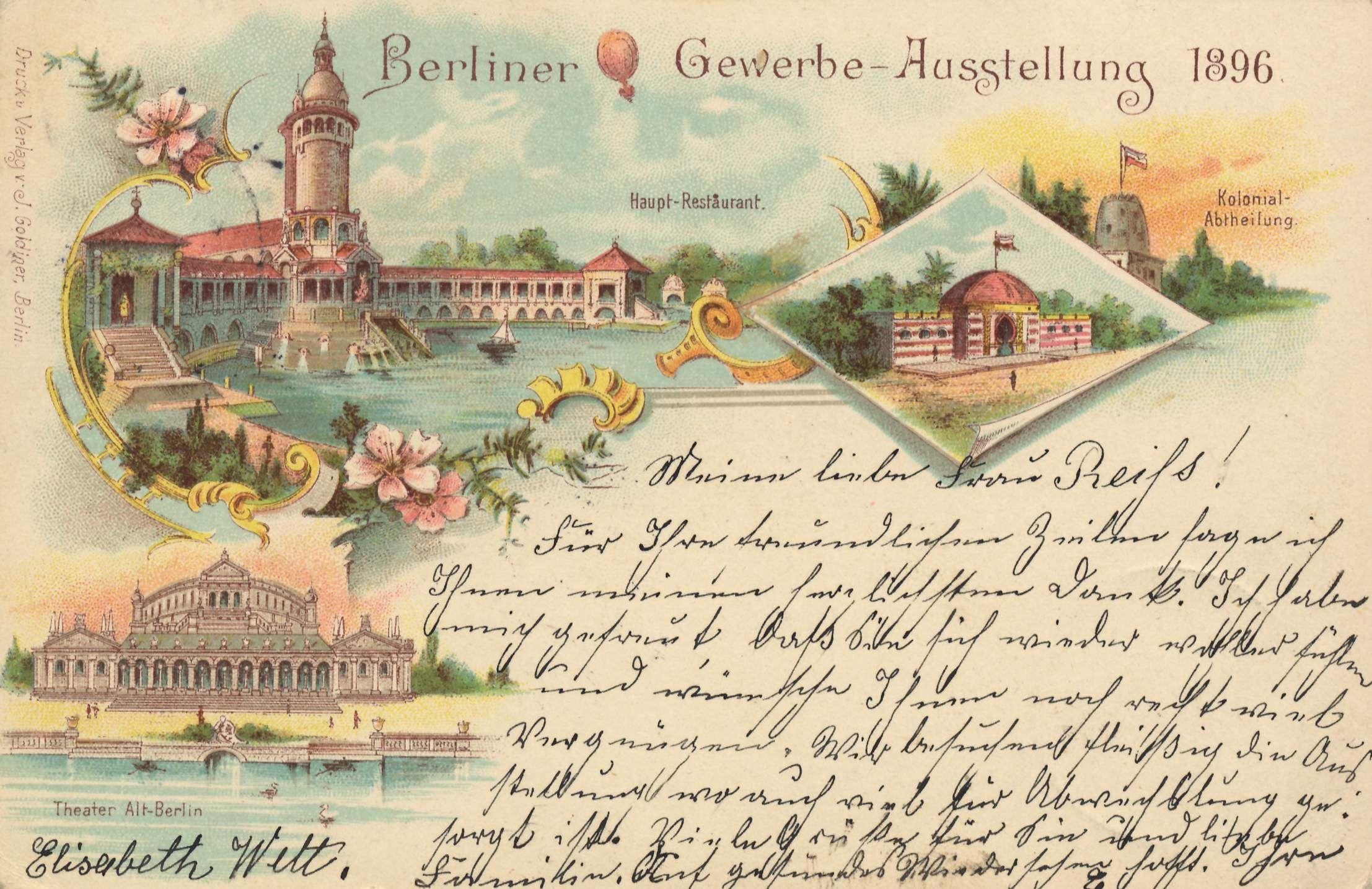
Theater „Alt-Berlin“ auf der Gewerbeausstellung

Mit der Gründung bildete der Verein zwei Kommissionen zur Vorbereitung eines Berlin-Archivs / einer Berlin-Bibliothek sowie eines Berlin-Museums. Letzteres mündete in einem offiziellen Brief an den Magistrat, mit der Aufforderung, ein stadthistorisches Museum zu gründen, das 1874 in Form des Märkischen Provinzialmuseums umgesetzt wurde. Der Gründungsleiter des Museums, Ernst Friedel, war ebenso Mitglied des Vereins wie einige Persönlichkeiten des wissenschaftlichen Museums-Beirates. Der VfdGB übergab dem Museum seine Sammlungen als Depositum. Ab 1875 überließ der Magistrat dem Verein langfristig Räumlichkeiten im Deutschen Dom, was den Mitgliedern den zeitgenössischen Titel „Domherren“ einbrachte.
Während des Kaiserreichs wuchs die Mitgliederzahl des VfdGB stark an und erreichte Ende 1914 die bisherige Höchstzahl von 1.052 Personen. Verursacht wurde dieser „Hype“ nicht zuletzt durch ein offizielles Protektorat der beiden deutschen Kaiser Friedrich III. und Wilhelm II. ab 1886. Wilhelm II. nahm am 22. Januar 1908 und 1911 sogar persönlich mit seiner Gattin Auguste Viktoria an Vorträgen teil, woraufhin der Verein eine Gedenkmedaille prägen ließ. Die Protektion beinhaltete einen jährlichen finanziellen Zuschuss, die Förderung des Vereins durch Schenkungen und Begünstigungen sowie die Anerkennung als juristische Person seit 1877. In Folge dieser Prestigegewinnung traten weitere hochrangige preußische Militärs und Beamte in den Verein ein.
Von Beginn an widmeten sich der Verein und seine Mitglieder der wissenschaftlichen Aufarbeitung der Stadtgeschichte. Die erste öffentliche Veranstaltung fand 1865 im Hörsaal der ältesten Berliner Schule (Berlinisches Gymnasium zum Grauen Kloster) statt. Das erste Heft der „Schriften des Vereins für die Geschichte Berlins“ erschien im gleichen Jahr. Bis 1914 publizierte der VfdGB 49 weitere Hefte. 1885 präsentierte der Verein die erste Publikation zu den Berliner Straßennamen und auf sein Betreiben hin erstellte der Magistrat 1886 erstmals ein Denkmalverzeichnis. Gleichzeitig wurde intern über die wissenschaftliche Kompetenz einzelner Amtsträger diskutiert, was um 1890 zu zahlreichen Austritten führte. Als Folge wurden der Geschichtsverein Brandenburgia „Gesellschaft für die Heimatkunde der Provinz Brandenburg“ (1891) und der Verein für die Geschichte der Vororte von Berlin (1892) gegründet. Schon 1884 gründeten Vereinsmitglieder den Vorläufer der heutigen Landesgeschichtlichen Vereinigung für die Mark Brandenburg e. V..
1872 ehrte der Verein seinen Spiritus rector, den Stadtarchivar Ernst Fidicin, mit einer goldenen Medaille, die er vom Kaiser persönlich am 15. Juni in Potsdam überreicht bekam. Weitere Exemplare dieses heute als „Fidicin-Medaille“ bekannten Gepräges in Silber und Bronze konnten bis 1882 käuflich erworben werden, anschließend wurde sie in Silber nur noch verliehen.
1884 untermauert der VfdGB seinen gesellschaftlichen Anspruch und wurde zum geschäftsführenden Verein des Gesamtvereins der deutschen Geschichts- und Altertumsvereine. Schriftleiter des Vereinsorgans blieb er bis 1899.
1891 vermachte Charlotte von Oven dem Verein 30.000 Mark, um Berliner Theater-Mitglieder zu unterstützen.
Der Verein war 1896 auf der Berliner Gewerbeausstellung verantwortlich für den Bereich „Alt-Berlin“. 1902 gab der Verein erstmals seinen Berlin-Kalender heraus.

### Erster Weltkrieg (1914–1918)
Der Verein, der 1914 noch ein „vaterländisches Prinzip“ hatte, begrüßte die Kriegserklärung nicht mehr und nicht weniger als andere bürgerliche Vereine. Sein fast gesamtes Vermögen investierte der VfdGB in Kriegsanleihen. Ein weiterer Einschnitt in das Vereinsleben erfolgte 1915, als die Festschrift anlässlich des 50. Bestehens verschoben und die bis dahin üblichen Besichtigungen und Wanderfahrten ausgesetzt werden mussten. Im gleichen Jahr sank die Mitgliederzahl wieder unter 1.000. 1916 starb der Erste Vorsitzende Richard Beringuier in Russland an einem Herzversagen. Die Sitzungen mussten ab 1917 aufgrund fehlenden Brennholzes vom deutschen Dom in das Rathaus verlegt werden. Die Vorträge wurden ins Graue Kloster verlegt. Mit der Abdankung des Kaisers am 28. November 1918 und seiner Exil#Emigration ins holländische Exil endete auch die Phase des Protektorats.

### Neuorientierung in der Weimarer Republik (1918–1933)
Das erste gesellschaftliche Großereignis nach dem Weltkrieg organisierte der Verein anlässlich des 100. Geburtstages seines Ehrenmitglieds Theodor Fontane im Roten Rathaus. Die anhaltende Inflation spürte auch der Verein, so dass die eigenen Mitteilungen ab 1922 mit einem Anzeigenteil zur Spendenakquise erschienen. In diesem Zusammenhang muss wohl auch die Entscheidung des Preußischen Ministers für Wissenschaft, Kunst und Volksbildung von 1923 betrachtet werden, der die Vereinsbibliothek aufgrund ihrer hohen Bedeutung für die Allgemeinheit unter Schutz stellte. In der Weimarer Republik diente der Verein weiterhin als Netzwerk für andere Zusammenschlüsse, so gründeten einige Mitglieder 1925 den Willibald-Alexis-Bund und zahlreiche Mitglieder waren Teil der neu gegründeten Historischen Kommission für die Provinz Brandenburg und die Reichshauptstadt Berlin. 1926 wurde eine Stecknadel mit Vereinsabzeichen eingeführt. Es existierte auch ein Vereinsausweis, der ab 1928 zum freien Eintritt ins Germanische Nationalmuseum Nürnberg berechtigte. Ein besonderes Highlight war das 64. Stiftungsfest 1929, bei dem Claire Waldoff sang. Nicht zuletzt durch die Weltwirtschaftskrise sank die Mitgliederzahl bis 1930 auf unter 700 Personen.

### Umwälzungen im Dritten Reich (1933–1945)
In der NS-Zeit musste sich auch der Verein für die Geschichte Berlins anpassen. 1933 wurde aus dem Vorsitzenden Hermann Kügler der Führer des Vereins, wobei sich Kügler schon 1935 wieder offiziell als Vorsitzender bezeichnete. Das langjährige Vorstandsmitglied Ernst Kaeber musste seine Ämter aufgeben, da er den Nationalsozialisten aufgrund seiner jüdischen Ehefrau nicht mehr passte. 1936 versucht Kügler, wohl angesichts stark sinkender Mitgliederzahlen, einen ersten Vorstoß, auch Frauen aufzunehmen. Dies wurde jedoch vom Führerrat abgelehnt. 1937 wurde der Beschluss gefasst, jüdische Mitglieder auszuschließen. Im gleichen Jahr trat der nationalsozialistische Oberbürgermeister Julius Lippert bei. Das 75. Stiftungsfest fiel kriegsbedingt aus. Am 10. Januar 1942 beschloss die Hauptversammlung die Aufnahme von Frauen. 1942 hielt Max Planck einen exklusiven Vortrag zu „Sinn und Grenze der exakten Wissenschaft“. Am 23. November 1943 wurde das Vereinsdomizil, der Deutsche Dom, von einer Bombe sehr stark beschädigt.

### Neuaufbau im geteilten Berlin (1945–1990)
1949 konstituierte sich ein gleichnamiger Verein als „eingetragener Verein“, der sich nicht als Rechtsnachfolger des 1865 gegründeten Vereins sah. Somit bestanden zwei gleichnamige Vereine, wobei die Aktivitäten des alten ruhten. Am 2. Mai 1961 löste sich der neue Verein auf und trat geschlossen dem alten Verein bei. Von 1961 bis 1966 führten den Verein zwei Vorsitzende. Zur Eröffnung des Berlin Museums in West-Berlin im Jahre 1964 beteiligte sich der Verein mit Leihgaben. Zur Hundertjahrfeier 1965 gratulierte Erich Mende im Namen der Bundesregierung und Willy Brandt wurde zum Ehrenmitglied ernannt. 1972 konnten erstmals wieder über 700 Mitglieder gezählt werden. Ein Jahr später zog der Verein vom Ernst-Reuter-Haus in das Rathaus Charlottenburg, von wo aus er 1989 in Räumlichkeiten der Berliner Sparkasse am U-Bahnhof Blissestraße zog. Zur 125-Jahr-Feier im Jahre 1990 konnten erstmals wieder viele Personen aus den östlichen Teilen Berlins begrüßt werden.

### Neuorientierung nach der Wiedervereinigung (1990–2015)

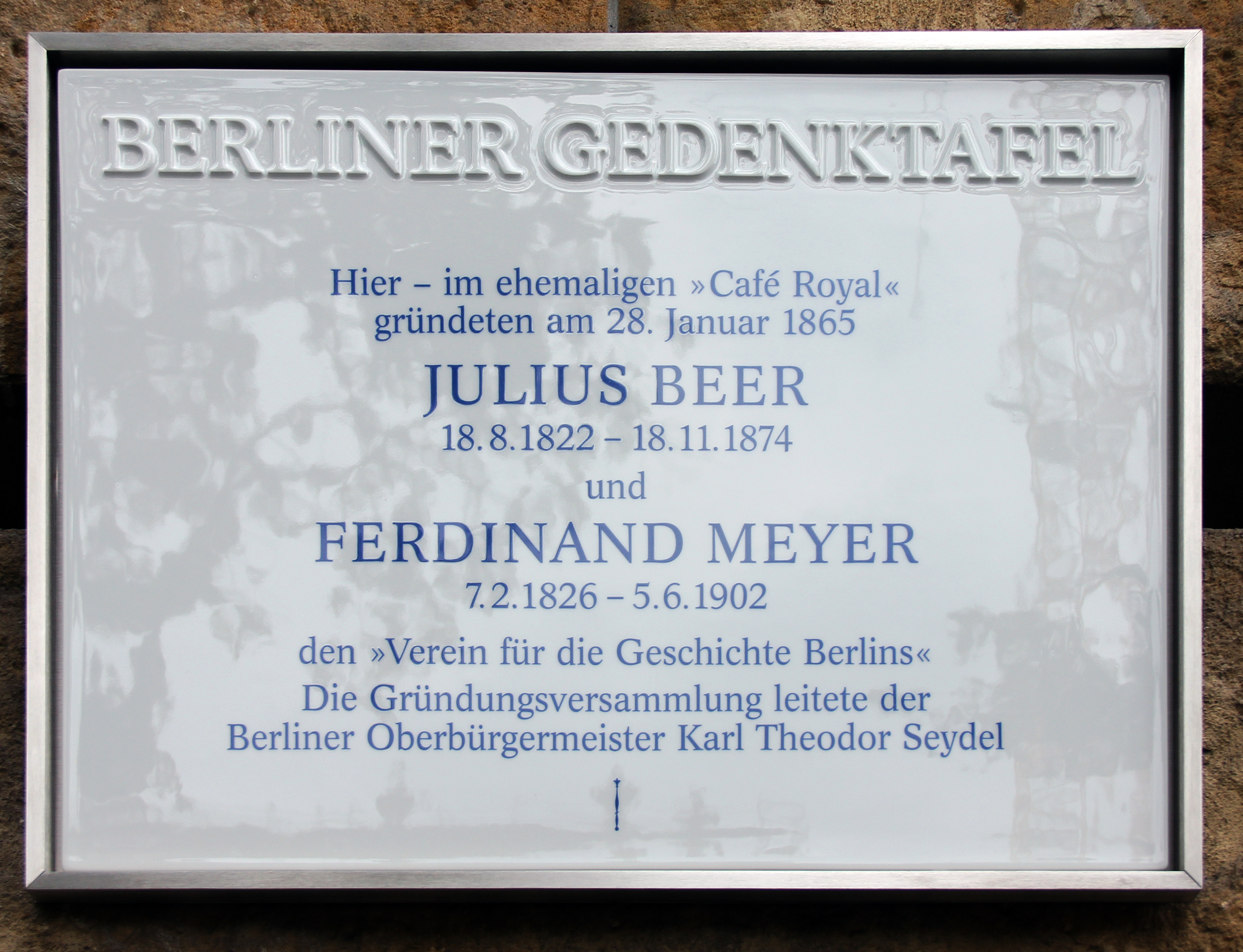
Gedenktafel für die Vereinsgründung, 2012 enthüllt

1991 konnte die Mitgliederversammlung erstmals wieder im Roten Rathaus stattfinden. Der Verein forderte direkt nach der Grenzöffnung die Wiederherstellung der historischen Mitte Berlins. 1996 begann der Verein den Aufbau seiner Internetpräsenz. Seit 1997 befindet sich die Bibliothek des Vereins wieder in Berlin-Mitte im Neuen Marstall. 2003 überließ der Verein die fotografische Sammlung seiner ersten Mitglieder der Fachhochschule für Technik und Wirtschaft Berlin für ein Forschungsprojekt zu Berliner Fotografenateliers im 19. Jahrhundert. Seit dem 9. November 2005 ist der Verein ein eingetragener Verein 2007 begann die Digitalisierung der Mitteilungen bis zum 60. Jahrgang. 2011 finanzierte der Verein die Grabrenovierung seines Gründungsmitgliedes Julius Beer auf dem Jüdischen Friedhof. Ein Jahr später enthüllte der Berliner Staatssekretär André Schmitz die Gedenktafel für den Verein. 2013 beteiligte sich der Verein am Berliner Themenjahr „Zerstörte Vielfalt“ und arbeitete seine eigene Geschichte im Nationalsozialismus auf.

### Jubiläumsjahr 2015
Der Neujahrsempfang anlässlich des 150-jährigen Bestehens fand am 28. Januar 2015 in der Nikolaikirche statt. Im Rahmen des Festaktes wurden Eberhard Diepgen und Walter Momper die Urkunden für die Ehrenmitgliedschaft überreicht und Wolfgang Ribbe referierte über Berliner Erinnerungskultur. Im Jubiläumsjahr wurde erstmals das Heft Berliner Geschichte in Kooperation mit dem Elsengold Verlag publiziert und das Mitteilungsheft wurde im Layout überarbeitet. Zusätzlich kooperierte der Verein mehrfach mit dem Rundfunk Berlin-Brandenburg für das Format Sonntagsfrage in der rbb Abendschau.

## Mitglieder

### Bekannte Mitglieder (Auszug)

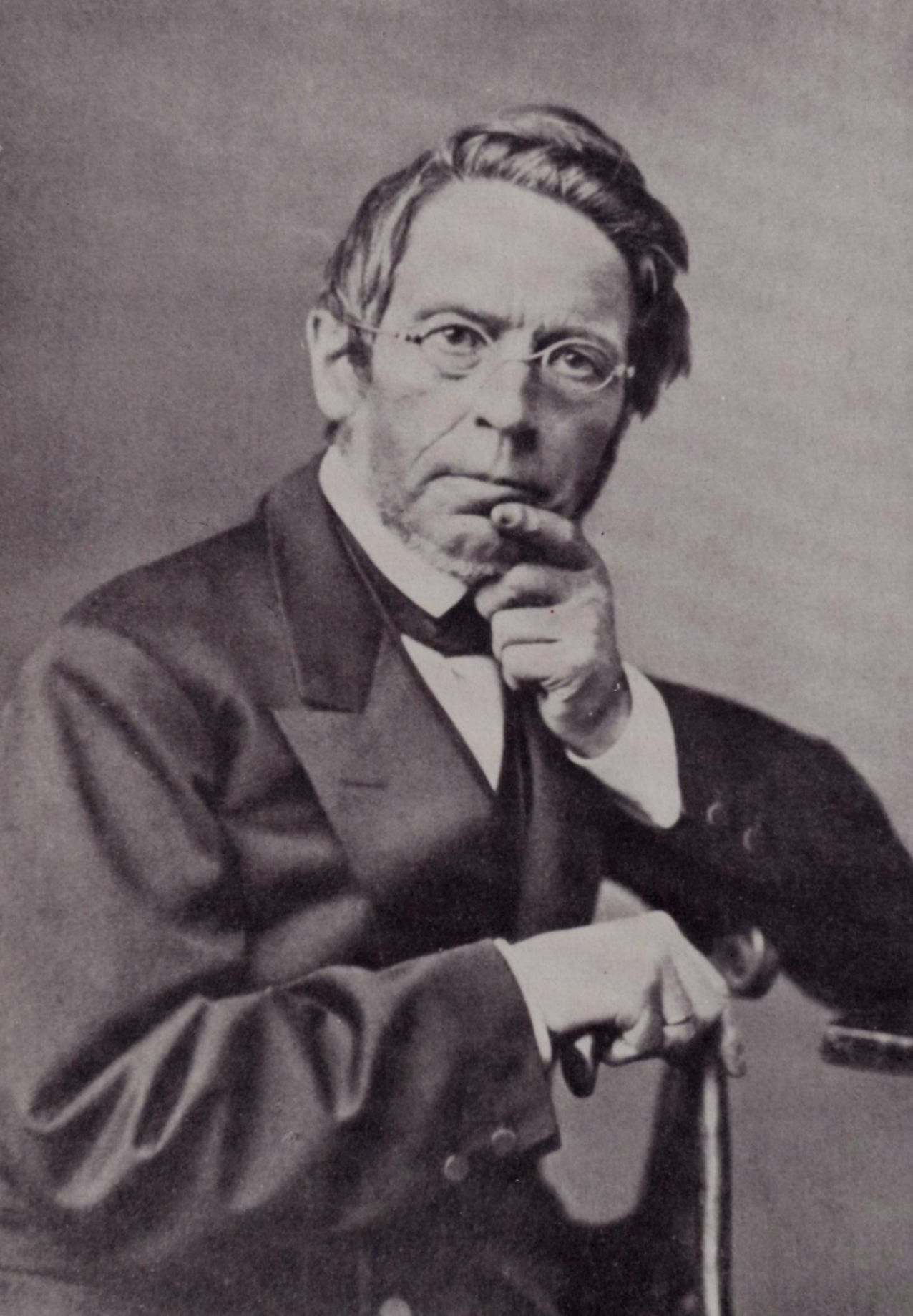
Historiker Gustav Droysen

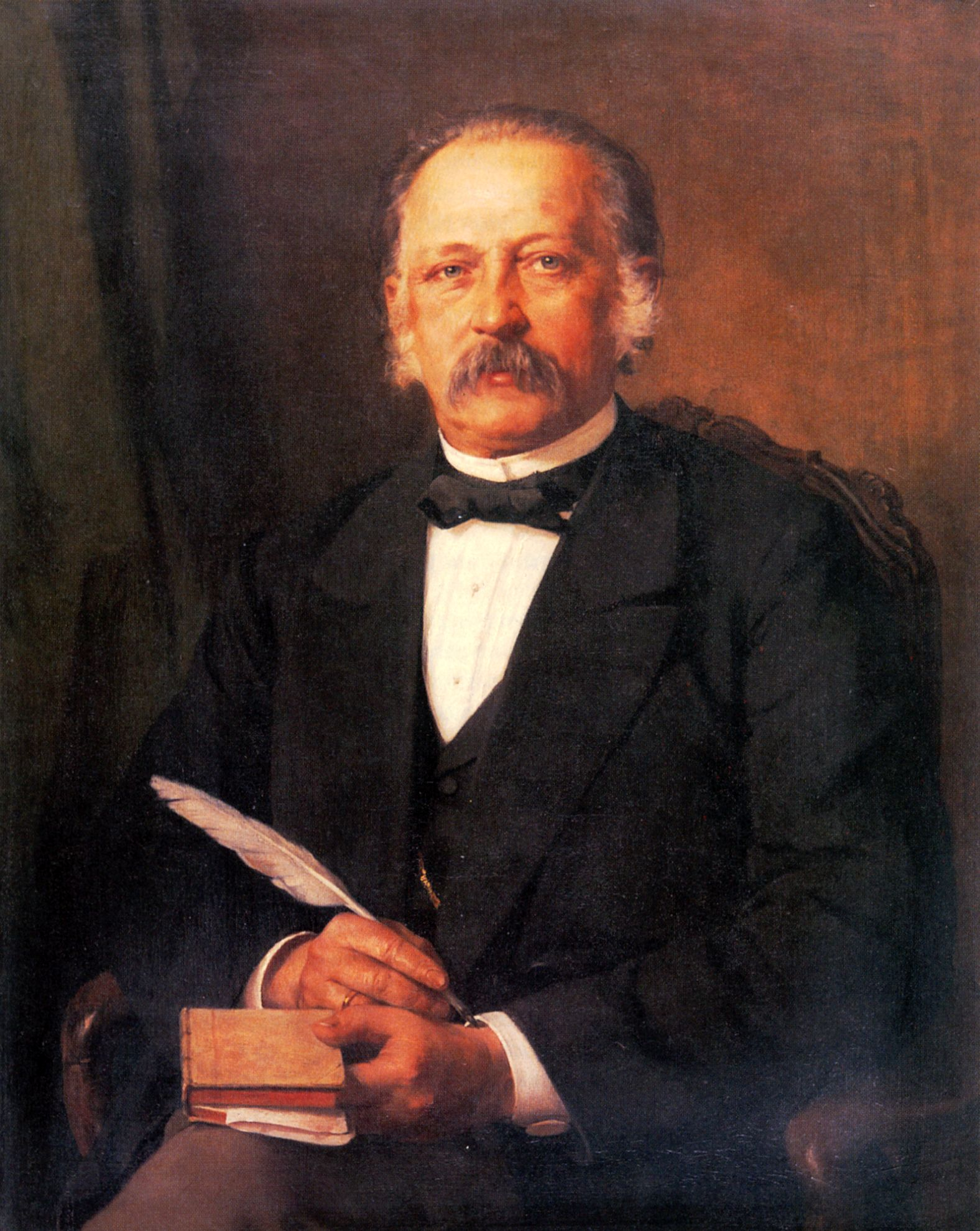
Schriftsteller Theodor Fontane

Erste Oberbürgermeisterin Berlins, Louise Schroeder

- Heinrich Albertz (1915–1993), Regierender Bürgermeister von Berlin
- Ella Barowsky (1912–2007), Politikerin
- Theobald von Bethmann Hollweg (1856–1921), Reichskanzler
- Gustav Böß (1873–1946), Oberbürgermeister von Berlin
- Conrad von Borsig (1873–1945) und Ernst von Borsig (1869–1933), Fabrikanten
- Willy Brandt (1913–1992), Bundeskanzler, Regierender Bürgermeister von Berlin
- Eberhard Diepgen (geb. 1941), Regierender Bürgermeister von Berlin
- Alfred Döblin (1878–1957), Schriftsteller
- Johann Gustav Droysen (1808–1884), Historiker
- Ernst Fidicin (1802–1883), Stadtarchivar
- Theodor Fontane (1819–1898), Schriftsteller
- Ernst Friedel (1837–1918), Stadtrat, Gründer des Märkischen Museums
- Adolf von Harnack (1851–1930), Theologe
- Arthur Hobrecht (1824–1912), Oberbürgermeister von Berlin
- Martin Kirschner (1842–1912), Oberbürgermeister von Berlin
- Heinrich Wilhelm Krausnick (1797–1882), Oberbürgermeister von Berlin
- Friedrich Meinecke (1862–1954), Historiker
- Adolph von Menzel (1815–1905), Maler
- Walter Momper (geb. 1945), Regierender Bürgermeister von Berlin
- Carl von Preußen (1801–1883), Bruder des Kaisers Wilhelm I.
- Louis Ferdinand von Preußen (1907–1994), Oberhaupt des Hauses Hohenzollern
- Emil Rathenau (1838–1915), Unternehmer
- Edwin Redslob (1884–1973), Kunsthistoriker und Präsident der Freien Universität
- Ernst Reuter (1889–1953), Regierender Bürgermeister von Berlin
- Louise Schroeder (1887–1957), Bürgermeisterin von Berlin
- Klaus Schütz (1926–2012), Regierender Bürgermeister von Berlin
- Friedrich Albert Schwartz (1836–1906), Fotograf
- Karl Theodor Seydel (1812–1873), Oberbürgermeister von Berlin
- Axel Springer (1912–1985), Verleger
- Dietrich Stobbe (1938–2011), Regierender Bürgermeister von Berlin
- Adolf Streckfuß (1823–1895), Schriftsteller
- Otto Suhr (1894–1957), Regierender Bürgermeister von Berlin
- Louis-Ferdinand Ullstein (1863–1933) und Rudolf Ullstein (1874–1964), Verleger
- Hans Wall (1942–2019), Unternehmer und Kunstmäzen
- Richard von Weizsäcker (1920–2015), Bundespräsident, Regierender Bürgermeister von Berlin
- Adolf Wermuth (1855–1927), Oberbürgermeister von Berlin
- Robert Zelle (1829–1901), Oberbürgermeister von Berlin

### Ehrenmitglieder (Auszug)

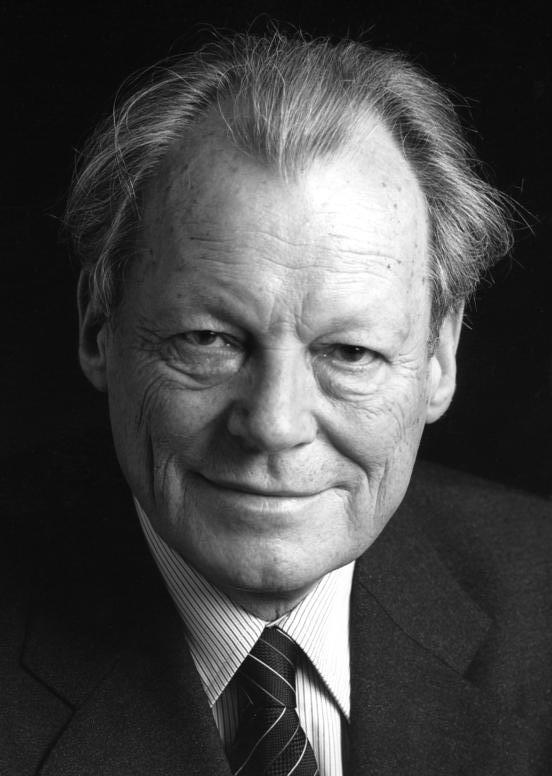
Bundeskanzler Willy Brandt

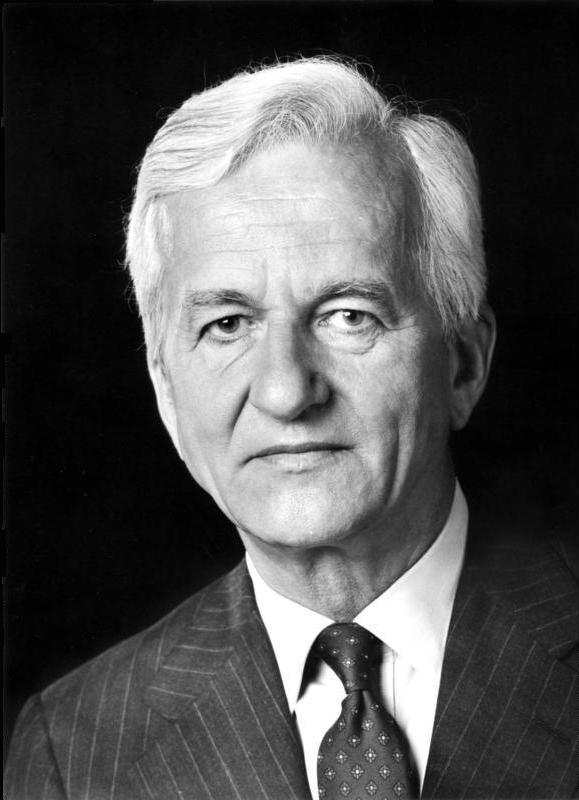
Bundespräsident Richard v. Weizsäcker

- Heinrich von Achenbach (ab 1885), Staatsminister und Oberpräsident der Provinz Brandenburg
- Theobald von Bethmann Hollweg (ab 1902), Preußischer Innenminister, Reichskanzler
- Gustav Böß (ab 1925), Oberbürgermeister Berlins von 1921 bis 1930
- Willy Brandt (ab 1965), Regierender Bürgermeister, Bundeskanzler von 1969 bis 1974, Friedensnobelpreisträger 1971
- Johann von Dallwitz (ab 1910), preußischer Innenminister von 1910 bis 1914, Kaiserlicher Statthalter in Elsaß-Lothringen 1914 bis 1918
- Eberhard Diepgen (seit 2014), Regierender Oberbürgermeister von Berlin von 1984 bis 1989 und von 1991 bis 2001
- Theodor Fontane (ab 1890), Schriftsteller
- Max von Forckenbeck (ab 1884), Regierender Oberbürgermeister von Berlin 1878 bis 1892
- Friedrich Wilhelm von Loebell (ab 1914), Preußischer Innenminister von 1914 bis 1917, Oberpräsident von Brandenburg
- Friedrich von Moltke (ab 1908), Preußischer Innenminister von 1907 bis 1910, Mitglied des Preußischen Herrenhauses
- Walter Momper (seit 2014), Regierender Oberbürgermeister von Berlin von 1989 bis 1991, Präsident des Abgeordnetenhauses von 2001 bis 2011
- Hermann Oxfort (ab 2003), Senator für Justiz 1975 bis 1976 und 1983 bis 1985, Bürgermeister von Berlin, Vereinsvorsitzender von 1985 bis 1999
- August Wilhelm Prinz von Preußen (ab 1912), Abgeordneter im Preußischen Landtag
- Edwin Redslob (ab 1965), Reichskunstwart bis 1933, Rektor der Freien Universität Berlin
- Heinrich Karl Ludolf von Sybel (ab 1887), Direktor der Staatsarchive, Mitglied der Akademie der Wissenschaften
- Richard Karl Freiherr von Weizsäcker (ab 1984), Regierender Bürgermeister von 1981 bis 1984, Bundespräsident von 1984 bis 1994, seit 1990 Ehrenbürger von Berlin
- Adolf Wermuth (ab 1912), Oberbürgermeister Berlins von 1912 bis 1920, Mitglied des Preußischen Herrenhauses
- Robert Zelle (ab 1893), Oberbürgermeister Berlins von 1892 bis 1898

### Fördermitglieder
Juristische Personen und Gebietskörperschaften können dem Verein als Fördermitglied beitreten. Zum 1. Januar 2016 hatte der VfdGB 16 Fördermitglieder, darunter die Vereinigung ehemaliger Klosteraner, die Arbeitsgemeinschaft 13. August, das Landesarchiv Berlin sowie die Stiftung Stadtmuseum Berlin.